# 후안 파블로 몬토야

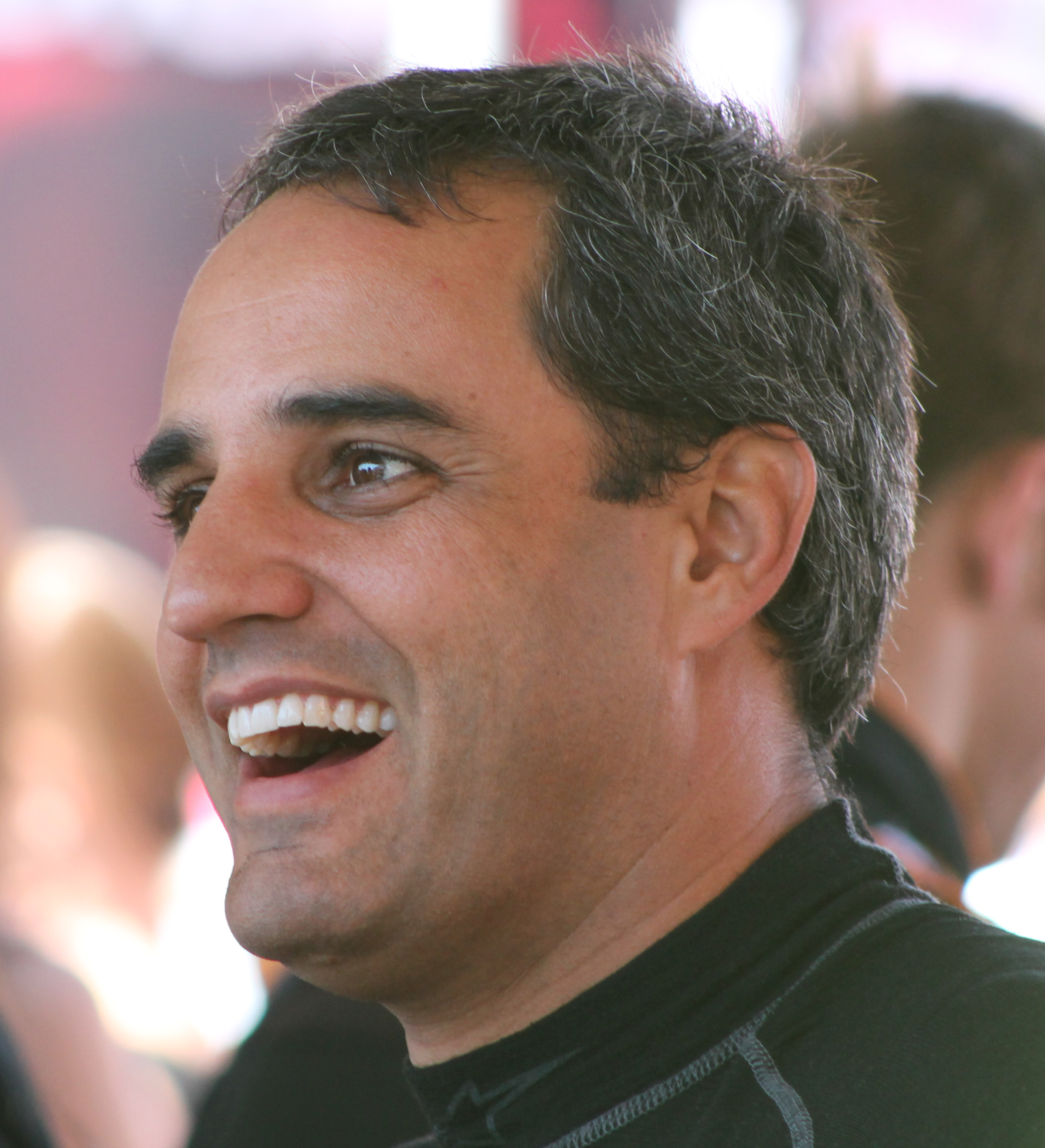
2014년의 후안 파블로 몬토야

후안 파블로 몬토야 롤단(Juan Pablo Montoya Roldán, 1975년 9월 20일~ )은 포뮬라 원과 CART 경기에 우승하면서 국제적으로 잘 알려진 콜롬비아의 자동차 경주인이다. 현재 NASCAR에서 스프린트 컵 시리즈의 EGRFS을 목표로 42번 타깃 쉐보레 임팔라를 운전하고 있다. 그와 아내 코니(Connie)에게는 세 명의 자식이 있다: 아들 세바스찬(Sebastian), 딸 폴리나(Paulina), 마누엘라(Manuela)
2009년 10월, 몬토야는 타임스 온라인에서 톱 50 포뮬러 원 드라이버에서 30위로 순위를 올렸다.